# Grote Synagoge (Amsterdam)

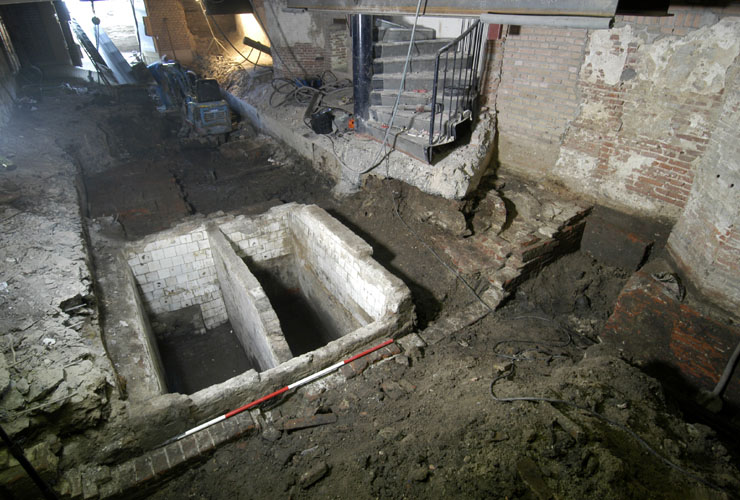
Opgravingen van het mikwe (ritueel bad) in een zijgebouw van de Grote Synagoge tijdens archeologisch onderzoek in 2006.
Bron: bma.amsterdam.nl

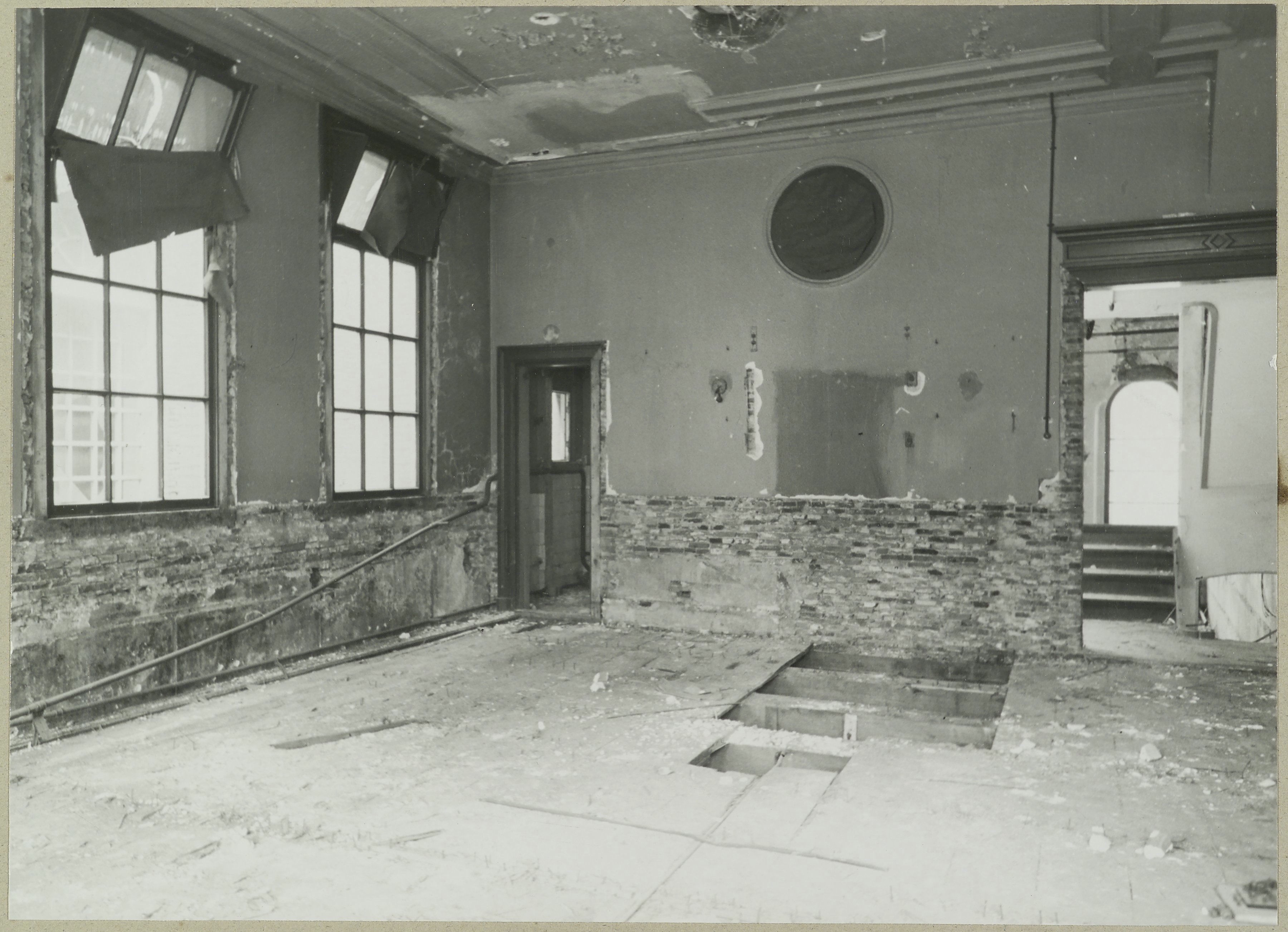
Vergaderlokaal van de Grote Synagoge met schade in 1948.

De Grote Synagoge of Grote Sjoel uit 1671 is een voormalige synagoge aan de Nieuwe Amstelstraat (nabij het Jonas Daniël Meijerplein) in Amsterdam. Het gebouw is in gebruik als tentoonstellingsruimte van het Joods Museum. Sinds 2004 is op de begane grond van de Grote Synagoge een vaste tentoonstelling te zien over Joodse tradities en gebruiken, en worden de galerijen gebruikt voor een vaste tentoonstelling over de geschiedenis van de Joden in Nederland van 1600 tot 1890. De Grote Synagoge wordt soms ook gebruikt voor muziekconcerten.
Het hoofdgebouw van de synagoge is bijna vierkant: zo'n 16 bij 17 meter. De twee huisjes die tegen het hoofdgebouw aan werden gebouwd deden dienst als mikwe (ritueel bad), bestuurskamer en kosterswoning. Centraal in de synagoge stond de bima (de leestafel voor de Thora). Hieromheen stonden banken. Aan drie zijden waren hoger gelegen galerijen, waarvan twee vrouwengalerijen. Ook stond er een marmeren ark tegen de achterwand van de synagoge, met twee zuilen en Hebreeuwse liturgische teksten. Hier werden de thorarollen bewaard.

## Geschiedenis
De Hoogduitse joodse gemeente in Amsterdam werd in 1635 opgericht en groeide snel door de toestroom van Asjkenazische Joden uit Oost-Europa. Hierdoor werd in 1670 besloten tot de bouw van een eigen gebedshuis aan de Deventer Houtmarkt, nu het Jonas Daniël Meijerplein. Deze synagoge werd gebouwd door Elias Bouman, die later ook de Portugees-Israëlietische Synagoge en het Huis De Pinto bouwde. De bouwstijl is beïnvloed door het werk van de Amsterdamse stadsbouwmeester Daniël Stalpaert. Het gebouw kostte 33.000 gulden, deels bekostigd door een lening van 16.000 die de stad Amsterdam aan de Hoogduitse gemeente verstrekte, deels door het verkopen van zitplaatsen. Deze zitplaatsbewijzen waren overdraag- en overerfbare stukken. Het gebouw werd ingewijd op 25 maart 1671, de eerste dag van Pesach. Dat het gebouw zo opvallend aan de openbare weg kon worden gebouwd, was een zeldzaamheid in het Europa van de 17e eeuw en wordt uitgelegd als typerend voor de Nederlandse tolerante houding.
Deze Hoogduitse Synagoge bleek al snel veel te klein voor de alsmaar groeiende gemeente. Daarom werden naast de sjoel nog drie andere synagoges gebouwd: de Obbene Sjoel (1685), Dritt Sjoel (1700) en Nieuwe Synagoge (1752). Als hoofdsynagoge van dit complex werd de oorspronkelijke sjoel Grote Synagoge genoemd. Deze naam is wel enigszins misleidend omdat het qua oppervlakte niet de grootste van de vier synagoges is; de Nieuwe Synagoge werd uiteindelijk groter dan de Grote Synagoge.
De Grote Synagoge werd meerdere keren verbouwd en uitgebreid. In 1776-1777 werd het hoekhuisje vergroot. Er werd ook een voorportaal aangelegd aan de Nieuwe Amstelstraat en ijzeren ramen met glas-in-lood geplaatst. De huidige ingang werd in 1822-1823 gebouwd in neoclassicistische stijl. In 1911-1913 werd een betonnen vloer gestort, een zangersbalkon boven de galerij aan de Nieuwe Amstelstraat-kant aangelegd en ramen met glas-in-lood in de oostmuur geplaatst.
De Grote Synagoge was de zetel van de Opperrabbijn, en in die synagoge ging de Oppervoorzanger, geassisteerd door het koor, voor in de gebedsdiensten.
In september 1943, tijdens de Tweede Wereldoorlog, werd de synagoge op last van de Duitse bezetters gesloten. Op 28 september 1943 was er voor het laatst een sjoeldienst. In de hongerwinter van 1944-1945 werden alle galerijen gesloopt om als brandhout te gebruiken. 
Het gebouw, dat door het wegvoeren van de Joden door de Duitsers zijn functie had verloren, werd in 1954 overdragen aan de gemeente Amsterdam en in 1966 grondig gerestaureerd en teruggebracht tot de situatie van 1822. Na een verbouwing van de Grote Synagoge en de drie andere Hoogduitse synagoges werden ze in 1987 in gebruik genomen door het Joods Historisch Museum. 
Op 22 december 2022 was er voor het eerst in 80 jaar weer een Chanoeka-avonddienst door de Joodse Gemeente in de Grote Synagoge. 

## Koor
De synagoge had een beroemd koor. Onder leiding van dirigent en componist Sam Englander (1896-1943) won dit Koor der Grote Synagoge in 1928 de eerste prijs in een internationale competitie in Londen en maakte hierna verschillende plaatopnames. Deze opnames zijn later opnieuw op cd uitgebracht door het Joods Historisch Museum, en maken ook deel uit van de museumtentoonstelling in de Grote Synagoge.